# Partido Popular Socialista Democrata Lituano
Partido Popular Socialista Democrata Lituano (em lituano:  Lietuvos socialistų liaudininkų demokratų partija) ou LSLDP foi um partido político na Lituânia entre-guerras. Foi estabelecido em 1917 e em 1922 se uniu a outro partido. O partido foi estabelecido em Voronezh por Mykolas Sleževičius, Felicija Bortkevičienė, e outros, a maioria da esquerda do Partido Democrata Lituano.
Em 1917 Jonas Vileišis, membro do partido, foi eleito para o Conselho da Lituânia. O partido adotou seu estatuto em 1919; proclamou que seu principal objetivo era fazer da terra uma propriedade comum às pessoas. Conseguiu nove cadeiras de 112 na Assembléia Constituinte da Lituânia e seis cadeiras de 78 nas eleições para a  Seimas em 1922. O partido publicou diversos jornais políticos também. Em 3 de dezembro de 1922, se uniu a União dos Camponeses Lituanos e formou um novo partido político conhecido como União Popular dos Camponeses Lituanos.